# Рилов Василь Васильович
Василь Васильович Рилов (1940, місто Суми Сумської області — ?) — український радянський дія, новатор виробництва, бригадир слюсарів-монтажників спеціалізованого управління № 41 тресту «Харківстальконструкція» Сумської області. Депутат Верховної Ради УРСР 8-го скликання.

## Біографія
Народився в родині робітника. Закінчив середню школу.
Трудову діяльність розпочав у 1958 році монтажником Харківського спеціалізованого управління № 3.
З 1962 року — монтажник, бригадир слюсарів-монтажників спеціалізованого управління № 41 тресту «Харківстальконструкція» міста Суми. Норми виробітку виконував на 120—130 %.

## Нагороди
- ордени
- медаль «За доблесну працю. На ознаменування 100-річчя з дня народження Володимира Ілліча Леніна» (1970)
- медалі